# Serie A1 2012-2013 (pallanuoto maschile)
La Serie A1 2012-2013 è stata la 94ª edizione della massima serie del campionato italiano maschile di pallanuoto. La regular season è iniziata il 13 ottobre 2012 e si è conclusa il 20 aprile 2013; i Play-off sono iniziati il 24 aprile e sono terminati con l'eventuale gara 3 di finale il 21 maggio.
Le squadre neopromosse sono la Lazio, di ritorno in A1 dopo una sola stagione in Serie A2, e la Promogest Quartu, prima squadra sarda a raggiungere la massima serie.

## Eventi
- Il 2 luglio si è svolta una riunione tra le società di pallanuoto e la Federazione Italiana Nuoto, che, tra le altre, ha avanzato la proposta di limitare la libera circolazione dei comunitari «in modo secco e deciso, limitandone la presenza in acqua a due», alla quale la Pro Recco si è dichiarata estremamente contraria[5]. Il 14 luglio la Pro Recco ha pubblicato sul proprio sito un comunicato ufficiale nel quale veniva annunciato che Gabriele Volpi rinunciava alla Presidenza onoraria, e i suoi figli, Simone e Matteo, alle relative cariche di Presidente e Vicepresidente. Le cause di tale abbandono vengono identificate nelle «delusioni provocate in particolar modo negli ultimi anni dalle gestioni e politiche della LEN, FIN e dall'atteggiamento tenacemente negativo mantenuto dalla maggior parte delle società di pallanuoto nazionali ed europee»[6].
- Il 17 luglio la Rari Nantes Camogli, in dissenso con la Federnuoto in materia di calendarizzazione dei campionati, gestione dei diritti televisivi e dei contratti di sponsorizzazione, riduzione delle spese amministrative, ha annunciato l'intenzione di non iscrivere la squadra al campionato di A1[7]. Dopo un'ipotesi di fusione con la Pro Recco, subito tramontata[8], la società ha trattato lo scambio del titolo sportivo con la Telimar Palermo (Serie A2)[9][10]; ricevuto il parere negativo della FIN riguardo a tale scambio, la Rari Nantes Camogli ha annunciato il 2 settembre la regolare iscrizione al campionato di A1, seppur con una squadra di soli giovani[11].
- Il 9 settembre si è tenuto a Roma, nel Complesso natatorio del Foro Italico, il Galà della Pallanuoto. La cerimonia è iniziata con la presentazione alla stampa dei campionati di A1 maschile e femminile 2012-2013. In seguito sono state premiate tutte le società maschili e femminili vincitrici di titoli nella stagione 2011-2012: i campioni d'Italia della Pro Recco, i vincitori della Coppa Italia (Brescia e Orizzonte Catania), i vincitori delle coppe europee (Pro Recco, Savona e Imperia).
Il Galà si è concluso con una sfida tra il Settebello e una formazione All Star composta da alcuni degli stranieri che militano nel campionato e allenata da Ratko Rudić; prima della gara, vinta degli azzurri 14-13, sono stati premiati gli atleti argento olimpico a Londra 2012 e durante l'intervallo lungo è stato celebrato il ventennale dell'oro di Barcellona 1992 e assegnato un riconoscimento all'arbitro internazionale Massimiliano Caputi[12][13][14][15].

| Arbitri: | Massimiliano Caputi Mario Bianchi |

| |            | |
| 4: Giorgetti (1 rig); 2: Felugo, Gallo (1), Presciutti, Aicardi; 1: Figlioli, Giacoppo | Marcatori  | 4: Petković; 3: Petrović; 2: Lončar; 1: Buckner, Español, Danilović, Boyd |
| Stefano Tempesti (Pro Recco) Amaurys Pérez (Acquachiara) Niccolò Gitto (Pro Recco) Pietro Figlioli (Pro Recco) Alex Giorgetti (Debrecen) Maurizio Felugo (Pro Recco) Massimo Giacoppo (Pro Recco) Valentino Gallo (CN Posillipo) Christian Presciutti (AN Brescia) Deni Fiorentini (Pro Recco) Matteo Aicardi (Pro Recco) Fabio Baraldi (CN Posillipo) Giacomo Pastorino (Pro Recco) | Formazioni | Robert Dinu (RN Bogliasco) Marko Elez (AN Brescia) Márton Tóth (CN Posillipo) Tony Petrović (RN Savona) Róbert Kovács (CN Posillipo) Shea Buckner (Promogest) Mlađan Janović (RN Savona) Albert Español (RN Florentia) Damjan Danilović (Acquachiara) Antonio Petković (Acquachiara) Filip Klikovac (Promogest) Justin Boyd (CC Ortigia) Luka Lončar (AN Brescia) |
| Sandro Campagna | Allenatori | Ratko Rudić |

- Il 16 ottobre 2012, dopo una sola giornata di campionato, la Rari Nantes Bogliasco ha annunciato l'esonero dell'allenatore Daniele Magalotti. La squadra è stata affidata a Jonathan Del Galdo[16][17].
- Il 21 gennaio 2013 Maurizio Mirarchi ha rassegnato le proprie dimissioni da allenatore dell'Acquachiara[18]. La guida tecnica della squadra è stata affidata al presidente onorario del club e oro olimpico a Barcellona 1992 Franco Porzio[19][20].

## Squadre partecipanti
| Club        | Città                  | Piscina                              | Stagione 2011-2012                                     |
| ----------- | ---------------------- | ------------------------------------ | ------------------------------------------------------ |
| Acquachiara | Napoli                 | Piscina Felice Scandone              | 6ª in Serie A1                                         |
| AN Brescia  | Brescia                | Piscina Palasystema                  | 2ª in Serie A1; vincitrice della Coppa Italia          |
| Bogliasco   | Bogliasco (GE)         | Stadio del Nuoto "Gianni Vassallo"   | 8ª in Serie A1                                         |
| Camogli     | Camogli (GE)           | Piscina Giuva Baldini                | 7ª in Serie A1                                         |
| Florentia   | Firenze                | Piscina Goffredo Nannini             | 5ª in Serie A1                                         |
| Lazio       | Roma                   | Complesso natatorio del Foro Italico | 1ª nel girone Sud di Serie A2; vincitrice Play-off     |
| Nervi       | Nervi (GE)             | Stadio di Albaro                     | 10ª in Serie A1                                        |
| Ortigia     | Siracusa               | Piscina Paolo Caldarella             | 9ª in Serie A1                                         |
| Posillipo   | Napoli                 | Piscina Felice Scandone              | 3ª in Serie A1                                         |
| Promogest   | Quartu Sant'Elena (CA) | Piscina Centro Nuoto                 | 2ª nel girone Sud di Serie A2; vincitrice Play-off     |
| Pro Recco   | Recco (GE)             | Piscina comunale di Sori             | 1ª in Serie A1; campione d'Italia e d'Europa in carica |
| Savona      | Savona                 | Piscina Carlo Zanelli                | 4ª in Serie A1; vincitrice dell'Euro Cup               |

## Allenatori
| Club        | Allenatore            |
| ----------- | --------------------- |
| Acquachiara | Franco Porzio         |
| AN Brescia  | Alessandro Bovo       |
| Bogliasco   | Jonathan Del Galdo    |
| Camogli     | Alessandro Cavallini  |
| Florentia   | Leonardo Sottani      |
| Lazio       | Pierluigi Formiconi   |
| Nervi       | Massimiliano Ferretti |
| Ortigia     | Aldo Baio             |
| Posillipo   | Mauro Occhiello       |
| Promogest   | Marcello Pettinau     |
| Pro Recco   | Riccardo Tempestini   |
| Savona      | Andrea Pisano         |

## Regular season

### Classifica
|  | Pos. | Squadra     | Pt | G  | V  | N | P  | GF  | GS  | DR   |
|  | ---- | ----------- | -- | -- | -- | - | -- | --- | --- | ---- |
|  | 1.   | AN Brescia  | 61 | 22 | 20 | 1 | 1  | 282 | 150 | +132 |
|  | 2.   | Pro Recco   | 60 | 22 | 20 | 0 | 2  | 279 | 139 | +140 |
|  | 3.   | Savona      | 44 | 22 | 14 | 2 | 6  | 273 | 212 | +71  |
|  | 4.   | Florentia   | 41 | 22 | 13 | 2 | 7  | 230 | 192 | +38  |
|  | 5.   | Posillipo   | 39 | 22 | 13 | 0 | 9  | 215 | 193 | +22  |
|  | 6.   | Acquachiara | 34 | 22 | 10 | 4 | 8  | 207 | 165 | +42  |
|  | 7.   | Promogest   | 25 | 22 | 8  | 1 | 13 | 191 | 214 | -23  |
|  | 8.   | Bogliasco   | 23 | 22 | 7  | 2 | 13 | 162 | 220 | -58  |
|  | 9.   | Lazio       | 21 | 22 | 6  | 3 | 13 | 216 | 258 | -42  |
|  | 10.  | Ortigia     | 18 | 22 | 5  | 3 | 14 | 169 | 244 | -75  |
|  | 11.  | Nervi       | 18 | 22 | 5  | 3 | 14 | 179 | 278 | -99  |
|  | 12.  | Camogli     | 1  | 22 | 0  | 1 | 21 | 170 | 308 | -138 |

### Calendario e risultati
| 13-10-12 | 1ª giornata           | 26-01-13 |
| 10-8     | Acquachiara - Camogli | 15-6     |
| 16-3     | Brescia - Bogliasco   | 12-4     |
| 9-12     | Ortigia - Florentia   | 4-14     |
| 4-13     | Nervi - Pro Recco     | 7-17     |
| 9-17     | Promogest - Posillipo | 9-10     |
| 17-11    | Savona - Lazio        | 14-11    |

| 10-11-12 | 4ª giornata             | 23-02-13 |
| 8-16     | Camogli - Brescia       | 5-20     |
| 9-10     | Florentia - Savona      | 7-14     |
| 9-11     | Lazio - Nervi           | 12-12    |
| 10-8     | Ortigia - Promogest     | 7-9      |
| 8-9      | Posillipo - Bogliasco   | 9-6      |
| 9-7      | Pro Recco - Acquachiara | 6-5      |

| 15-12-12 | 7ª giornata           | 16-03-13 |
| 10-10    | Bogliasco - Ortigia   | 7-7      |
| 11-10    | Brescia - Acquachiara | 8-7      |
| 11-20    | Lazio - Pro Recco     | 6-13     |
| 9-21     | Nervi - Florentia     | 7-9      |
| 14-6     | Posillipo - Camogli   | 16-12    |
| 11-6     | Promogest - Savona    | 11-14    |

| 12-01-13 | 10ª giornata            | 13-04-13 |
| 7-8      | Acquachiara - Posillipo | 7-8      |
| 10-8     | Brescia - Pro Recco     | 4-5      |
| 11-7     | Florentia - Lazio       | 10-10    |
| 11-8     | Ortigia - Camogli       | 13-9     |
| 12-9     | Promogest - Nervi       | 7-7      |
| 11-8     | Savona - Bogliasco      | 14-8     |

| 24-10-12 | 2ª giornata           | 09-02-13 |
| 10-7     | Bogliasco - Nervi     | 13-10    |
| 7-19     | Camogli - Savona      | 9-15     |
| 12-10    | Lazio - Promogest     | 13-14    |
| 5-5      | Ortigia - Acquachiara | 7-11     |
| 7-9      | Posillipo - Brescia   | 5-8      |
| 11-12    | Pro Recco - Florentia | 12-4     |

| 17-11-12 | 5ª giornata           | 02-03-13 |
| 3-8      | Bogliasco - Lazio     | 8-9      |
| 17-7     | Brescia - Ortigia     | 16-5     |
| 7-11     | Camogli - Nervi       | 5-7      |
| 6-13     | Posillipo - Pro Recco | 7-14     |
| 8-11     | Promogest - Florentia | 11-10    |
| 10-10    | Savona - Acquachiara  | 10-10    |

| 22-12-12 | 8ª giornata           | 23-03-13 |
| 15-6     | Acquachiara - Nervi   | 10-10    |
| 11-11    | Camogli - Lazio       | 8-14     |
| 12-8     | Florentia - Bogliasco | 9-8      |
| 11-10    | Ortigia - Posillipo   | 5-9      |
| 12- 8    | Pro Recco - Promogest | 10-7     |
| 6-11     | Savona - Brescia      | 10-15    |

| 19-01-13 | 11ª giornata          | 20-04-13 |
| 6-4      | Bogliasco - Promogest | 7-8      |
| 10-16    | Camogli - Florentia   | 9-16     |
| 8-9      | Lazio - Acquachiara   | 8-18     |
| 7-19     | Nervi - Brescia       | 7-16     |
| 10-9     | Posillipo - Savona    | 14-16    |
| 20-5     | Pro Recco - Ortigia   | 12-2     |

| 27-10-12 | 3ª giornata             | 16-02-13 |
| 7-6      | Acquachiara - Florentia | 9-11     |
| 6-14     | Bogliasco - Pro Recco   | 2-12     |
| 13-8     | Brescia - Lazio         | 16-6     |
| 6-17     | Nervi - Posillipo       | 8-11     |
| 15-8     | Promogest - Camogli     | 9-5      |
| 16-8     | Savona - Ortigia        | 7-6      |

| 21-11-12 | 6ª giornata             | 09-03-13 |
| 9-4      | Acquachiara - Promogest | 5-3      |
| 11-12    | Camogli - Bogliasco     | 8-11     |
| 8-9      | Florentia - Brescia     | 10-10    |
| 9-8      | Lazio - Posillipo       | 8-11     |
| 9-10     | Ortigia - Nervi         | 7-9      |
| 9-8      | Pro Recco - Savona      | 12-8     |

| 05-01-13 | 9ª giornata             | 06-04-13 |
| 11-9     | Bogliasco - Acquachiara | 2-12     |
| 14-4     | Brescia - Promogest     | 12-10    |
| 6-15     | Camogli - Pro Recco     | 4-22     |
| 14-9     | Lazio - Ortigia         | 11-12    |
| 5-19     | Nervi - Savona          | 10-20    |
| 4-7      | Posillipo - Florentia   | 6-5      |

## Play-off
I quarti di finale si svolgono su gare di andata e ritorno, con la prima gara in casa della peggior classificata in regular season; semifinali e finali si disputano al meglio di due vittorie, con l'eventuale gara 3 in casa della miglior classificata.

### Tabellone
|  | Quarti di finale | Quarti di finale | Quarti di finale | Quarti di finale | Quarti di finale |  |  | Semifinali | Semifinali  | Semifinali  | Semifinali | Semifinali |   |    | Finale | Finale     | Finale     | Finale | Finale |  |
|  |                  |                  |                  |                  |                  |  |  |            |             |             |            |            |   |    |        |            |            |        |        |  |
|  | 1                | AN Brescia       | AN Brescia       | 14               | 11               |  |  |            |             |             |            |            |   |    |        |            |            |        |        |  |
|  | 8                | Bogliasco        | Bogliasco        | 5                | 4                |  |  | 1          | AN Brescia  | AN Brescia  | 11         | 9          |   |    |        |            |            |        |        |  |
|  | 4                | Florentia        | Florentia        | 6                | 13               |  |  | 4          | Florentia   | Florentia   | 5          | 6          |   |    |        |            |            |        |        |  |
|  | 5                | Posillipo        | Posillipo        | 8                | 7                |  |  |            |             |             |            |            |   |    | 1      | AN Brescia | AN Brescia | 7      | 5      |  |
|  | 2                | Pro Recco        | Pro Recco        | 19               | 15               |  |  |            |             | 2           | Pro Recco  | Pro Recco  | 8 | 13 |        |            |            |        |        |  |
|  | 7                | Promogest        | Promogest        | 7                | 3                |  |  | 2          | Pro Recco   | Pro Recco   | 14         | 13         |   |    |        |            |            |        |        |  |
|  | 3                | Savona           | Savona           | 10               | 7                |  |  | 6          | Acquachiara | Acquachiara | 4          | 7          |   |    |        |            |            |        |        |  |
|  | 6                | Acquachiara      | Acquachiara      | 8                | 12               |  |  |            |             |             |            |            |   |    |        |            |            |        |        |  |

### Risultati

#### Quarti di finale
- AN Brescia - Bogliasco

| Arbitri: | De Chiara Colombo |

|                                 |           |                                                       |
| A. Di Somma, Camilleri Guidaldi | Marcatori | C. Presciutti Nora, Elez A. Calcaterra, G. Fiorentini |

| Arbitri: | Scappini Gomez |

|                                                                     |           |                               |
| C. Presciutti Loncar, R. Calcaterra, G. Fiorentini Mammarella, Elez | Marcatori | Camilleri Barillari, Guidaldi |

- Florentia - Posillipo

| Arbitri: | Savarese Brasiliano |

|                                      |           |                                             |
| Tóth, Gallo, Saccoia Kovács, Baraldi | Marcatori | Bini F. Di Fulvio, Pagani, Coppoli, Español |

| Arbitri: | Radičević (CRO) Franulović (CRO) |

|                                          |           |                                           |
| Molina Español Gobbi Pagani, Brancatello | Marcatori | G. Mattiello Tóth, Gallo, Kovács, Baraldi |

- Pro Recco - Promogest

| Arbitri: | Riccitelli Centineo |

|                                                |           |                                                                       |
| Klikovac Steardo, Pagliara, Ercolano, Astarita | Marcatori | Aicardi Figlioli S. Luongo Madaras, Fondelli, D. Fiorentini, N. Gitto |

| Arbitri: | L. Bianco Pascucci |

|                                                                      |           |                               |
| Figlioli Figari Madaras, Aicardi Mangiante, S. Luongo, D. Fiorentini | Marcatori | M. Luongo, Klikovac, Ercolano |

- Savona - Acquachiara

| Arbitri: | Lo Dico Collantoni |

|                                        |           |                                    |
| Pérez, Di Costanzo Danilović, Petković | Marcatori | Rizzo Damonte, J. Colombo, Deserti |

| Arbitri: | Paoletti Caccarelli |

|                                             |           |                                                                        |
| Rizzo, Janović Damonte, Petrović, G. Bianco | Marcatori | Märcz Petković, Gambacorta, Di Costanzo Pérez, D. Mattiello, Danilović |

#### Semifinali
- AN Brescia - Florentia

| Arbitri: | Pinato Rovida |

|                                                            |           |                        |
| Valentino, C. Presciutti, Lončar, R. Calcaterra, Nora Elez | Marcatori | Molina Pagani, Coppoli |

| Arbitri: | Paoletti Severo |

|                                          |           |                                                       |
| F. Di Fulvio Molina, Español, M. Lapenna | Marcatori | Mammarella, Elez C. Presciutti, Loncar, G. Fiorentini |

- Pro Recco - Acquachiara

| Arbitri: | Taccini Riccitelli |

|                                                                              |           |                         |
| Felugo, Figari Lapenna, Giacoppo Fondelli, Figlioli, D. Fiorentini, N. Gitto | Marcatori | Pérez Petković, Sadovyy |

| Arbitri: | Štampalija (CRO) Savinović (CRO) |

|                                     |           |                                                                  |
| Di Costanzo Ferrone, Märcz, Sadovyy | Marcatori | Giacoppo Madaras, Figlioli, Aicardi Felugo, D. Fiorentini, Gitto |

#### Finale Scudetto
- AN Brescia - Pro Recco

| Arbitri: | Bianchi Gomez |

|                                                                |           |                                             |
| Presciutti Valentino, Calcaterra, Mammarella, Nora, Fiorentini | Marcatori | Figlioli Felugo Madaras, Mangiante, Aicardi |

| Arbitri: | Peris (CRO) Vlasic (CRO) |

|                                                                              |           |             |
| Figari Felugo, Giacoppo Lapenna, Madaras, Mangiante, Luongo, Figlioli, Gitto | Marcatori | Elez Loncar |

#### Finale 3º/4º posto
| Arbitri: | Brasiliano Colombo |

|                                                    |           |                                               |
| Pagani Espanol, Bini F. Di Fulvio, Molina, Lapenna | Marcatori | Di Costanzo Petković Danilovic Pérez, Sadovyy |

| Arbitri: | Centineo Taccini |

|                                                                              |           |                                                            |
| Pérez, Danilovic, Petković, Gambacorta, Saviano, Marcz, Di Costanzo, Sadovyy | Marcatori | F. Di Fulvio A. Di Fulvio Pagani, Molina, Español, Lapenna |

| Arbitri: | Piano Paoletti |

|                                                  |           |                           |
| Español F. Di Fulvio, Molina, Bini Pagani, Gobbi | Marcatori | Marcz Petković Gambacorta |

### Tabellone 5º posto
|  | Semifinali | Semifinali | Semifinali | Semifinali | Semifinali |  |  | Finale | Finale    | Finale    | Finale | Finale |  |
|  |            |            |            |            |            |  |  |        |           |           |        |        |  |
|  | 3          | Savona     | Savona     | 10         | 11         |  |  |        |           |           |        |        |  |
|  | 7          | Promogest  | Promogest  | 5          | 10         |  |  | 3      | Savona    | Savona    | 11     | 9      |  |
|  | 5          | Posillipo  | Posillipo  | 12         | 10         |  |  | 5      | Posillipo | Posillipo | 12     | 14     |  |
|  | 8          | Bogliasco  | Bogliasco  | 8          | 8          |  |  |        |           |           |        |        |  |

### Risultati

#### Semifinali
- Savona - Promogest

| Arbitri: | Alfi De Chiara |

|                                                     |           |                                      |
| Rizzo Petrović, Deserti Damonte, M. Janović, Bianco | Marcatori | Astarita Racunica, Steardo, Klikovac |

| Arbitri: | Bianco Pascucci |

|                                                                          |           |                                         |
| Steardo, Russo M. Luongo, Racunica, Klikovac, Nicche, Ercolano, Astarita | Marcatori | Rizzo Janović Deserti Alesiani, Colombo |

- Posillipo - Bogliasco

| Arbitri: | Centineo Collantoni |

|                                             |           |                                                      |
| Gallo Renzuto, Kovács, Bertoli G. Mattiello | Marcatori | Sekulić A. Di Somma E. Di Somma, Barillari, Guidaldi |

| Arbitri: | Lo Dico Ceccarelli |

|                                        |           |                                               |
| Sekulić A. Di Somma Vergano, Barillari | Marcatori | Gallo Renzuto, Bertoli Tóth, Baraldi, Saccoia |

#### Finale
- Savona - Posillipo

| Arbitri: | Ceccarelli Collantoni |

|                                         |           |                                              |
| Rizzo Damonte, Petrović, Janović Bianco | Marcatori | Mattiello Gallo Tóth Rossi, Bertoli, Saccoia |

| Arbitri: | Caputi Ercoli |

|                                      |           |                                                     |
| Tóth Gallo Baraldi Mattiello, Kovács | Marcatori | Janović Alesiani Damonte, Tabbiani, Bianco, Colombo |

## Spareggio salvezza
Lo spareggio per la permanenza nella massima serie si è svolto in gara unica su campo neutro.
| Arbitri: | Bianchi Severo |

|                                       |           |                          |
| Napolitano, Tringali, Suti Di Luciano | Marcatori | A. Caliogna Lanzoni Mann |

## Classifica finale
|  |     | Classifica finale 2012-2013 | G  | V  | N | P  | GF  | GS  | DR   |
|  | --- | --------------------------- | -- | -- | - | -- | --- | --- | ---- |
|  | 1.  | Pro Recco                   | 28 | 26 | 0 | 2  | 361 | 172 | +189 |
|  | 2.  | AN Brescia                  | 28 | 24 | 1 | 3  | 339 | 191 | +148 |
|  | 3.  | Florentia                   | 29 | 16 | 2 | 11 | 290 | 256 | +34  |
|  | 4.  | Acquachiara                 | 29 | 12 | 4 | 13 | 267 | 239 | +28  |
|  | 5.  | Posillipo                   | 28 | 18 | 0 | 10 | 278 | 248 | +30  |
|  | 6.  | Savona                      | 28 | 17 | 2 | 9  | 331 | 273 | +58  |
|  | 7.  | Promogest                   | 26 | 8  | 1 | 17 | 216 | 269 | -53  |
|  | 8.  | Bogliasco                   | 26 | 7  | 2 | 17 | 187 | 267 | -80  |
|  | 9.  | Lazio                       | 22 | 6  | 3 | 13 | 216 | 258 | +42  |
|  | 10. | Nervi                       | 23 | 6  | 3 | 14 | 187 | 285 | -98  |
|  | 11. | Ortigia                     | 23 | 5  | 3 | 15 | 176 | 252 | -76  |
|  | 12. | Camogli                     | 22 | 0  | 1 | 21 | 170 | 308 | -138 |

## Verdetti
- AN Brescia,  Pro Recco e  Florentia qualificate alla LEN Champions League 2013-2014.
- Posillipo e  Acquachiara qualificate alla LEN Euro Cup 2013-2014.
- Camogli e  Ortigia retrocesse in Serie A2.

La Florentia rinuncia alla Champions League, cedendo il posto all'Acquachiara.

## Classifica marcatori
Aggiornata al 18 maggio 2013
| Gol | Rigori |  | Giocatore            | Squadra     |
| --- | ------ |  | -------------------- | ----------- |
| 92  |        |  | Valerio Rizzo        | Savona      |
| 72  |        |  | Albert Español       | Florentia   |
| 66  |        |  | Pietro Figlioli      | Pro Recco   |
| 65  |        |  | Valentino Gallo      | Posillipo   |
| 64  |        |  | Christian Presciutti | AN Brescia  |
| 64  |        |  | Marko Elez           | AN Brescia  |
| 63  |        |  | Michele Luongo       | Promogest   |
| 62  |        |  | Mlađan Janović       | Savona      |
| 51  |        |  | Steven Camilleri     | Bogliasco   |
| 50  |        |  | Guillermo Molina     | Florentia   |
| 49  |        |  | Gábor Suti           | Ortigia     |
| 46  |        |  | Antonio Petković     | Acquachiara |
| 45  |        |  | Luca Cupido          | Camogli     |
| 43  |        |  | Filip Klikovac       | Promogest   |
| 43  |        |  | Matteo Aicardi       | Pro Recco   |
| 43  |        |  | Norbert Madaras      | Pro Recco   |
| 43  |        |  | Tamás Märcz          | Acquachiara |
| 39  |        |  | Andrea Beggiato      | Camogli     |
| 39  |        |  | Antonio Vittorioso   | Lazio       |
| 39  |        |  | Alessandro Nora      | AN Brescia  |
| 39  |        |  | Roberto Calcaterra   | AN Brescia  |
| 38  |        |  | Arnaldo Deserti      | Savona      |
| 36  |        |  | Justin Boyd          | Ortigia     |
| 36  |        |  | Giacomo Lanzoni      | Nervi       |
| 32  |        |  | Luca Marziali        | Nervi       |
| 32  |        |  | John Mann            | Nervi       |